# Unterstützungsverbund CBRN
Der UnterstützungsverBund CBRN (kurz: UVB CBRN) ist eine Einheit des Zivil- und Katastrophenschutzes des Bundes unter Leitung der Bundespolizei. Im Einsatzfall gliedert sich der Verbund in die bestehenden Strukturen ein, er wirkt somit nur unterstützend. Trotzdem besitzt er eine eigenständige Aufbauorganisation. 
Sein Hauptaufgabengebiet sind Lagen mit chemischer, biologischer, radiologischer oder nuklearer Gefahr/Relevanz.

## Geschichte
Der Verbund ging aus der ehemaligen Zentralen Unterstützungsgruppe des Bundes (ZUB) hervor und wurde am 1. Mai 2021 in Dienst gestellt.

## Aufgaben
Die Aufgaben des Verbunds sind:
1. Die Beratung sowie Unterstützung bei Lageeinschätzungen von Landes- und Bundesbehörden bei Einsätzen mit polizeilicher und CBRN-Relevanz
2. Die Aus- und Weiterbildung im Bereich der polizeilichen Gefahrenabwehr mit CBRN-Lagen, auch mit spezifischen Übungen
3. Die direkte Unterstützung von Landes- und Bundesbehörden bei Einsätzen mit polizeilicher und CBRN-Relevanz

## Mitglieder
Die Bundespolizei besitzt die Leitung des Unterstützungsverbund und ist für dessen Koordination zuständig. 
- Bundespolizei (BPOL)
- Bundeskriminalamt (BKA)
- das ABC-Abwehrkommando der Bundeswehr (ABCAbwKdoBw)[3]
- Wehrwissenschaftliche Institut für Schutztechnologien – ABC-Schutz (WIS)
- Robert Koch-Institut (RKI)
- Bundesamt für Strahlenschutz (BfS)

## Bisherige Einsätze
- Einsätze der Zentralen Unterstützungsgruppe des Bundes (ZUB):
  - Dezember 2006: In Zusammenhang mit der Ermordung A.W. Litwinenkos wurde eine beteiligte Person sowie Räumlichkeiten in Hamburg durch das ZUB auf Spuren von Polonium-210 untersucht.